# BFC Frankfurt 1885
BFC Frankfurt 1885 (celým názvem: Berliner Fussball-Club Frankfurt 1885) byl německý fotbalový klub, který sídlil v berlínském městském obvodu Tempelhof-Schöneberg.
Založen byl 8. května 1885. Zakladatelem se stal Georg Leux, který byl sportovcem původem z Frankfurtu nad Mohanem. Podle svého rodného města poté také pojmenoval svůj fotbalový klub. BFC 1885 patřilo mezi první čistě fotbalové kluby zakládané na území Německého císařství. V roce 1892 přešlo mnoho hráčů k nově založenému Unionu 92 Berlin. V roce 1900 se stal zakládajícím členem Deutscher Fußball-Bund (DFB). Klubové barvy byly modrá a bílá.
Své domácí zápasy odehrával na stadionu Tempelhofer Feld.

## Historické názvy
Zdroj: 
- 1885 – BFC Frankfurt 1885 (Berliner Fussball-Club Frankfurt 1885)
- 19?? – zánik